# إيبس (باد كاليه)
إيبس، باد كاليه (بالفرنسية: Eps, Pas-de-Calais)‏ هي بلدية تقع في إقليم باد كاليه من منطقة نور با دو كاليه في شمال فرنسا. تبلغ مساحة هذه المدينة 6.87 (كم²)، وترتفع عن سطح البحر 76 م، يبلغ عدد سكانها 182 نسمة حسب إحصاء المعهد الوطني للإحصاء والدراسات الاقتصادية سنة 2009 م. وترأس Arthur Hermant البلدية خلال فترة (2008-2014).